# Belle Vue (Gros Islet)
Belle Vue es una localidad de Santa Lucía que forma parte del distrito de Gros Islet.